# والتر هيرمان
والتر هيرمان (بالإسبانية: Walter Herrmann) مواليد 26 يونيو 1979، هو لاعب كرة سلة أرجنتيني يلعب مع فريق فلامينغو ريغاتاس في الدوري البرازيلي لكرة السلة ويحمل الرقم 1. يبلغ طوله 6 قدم 9 بوصة (2.1 م).

## فرق لعب لها
- شارلوت هورنتس
- ديترويت بيستونز

## الميداليات
| الميدالية | المسابقة                             |
| --------- | ------------------------------------ |
| ذهبية     | بطولة أمم الأمريكتين لكرة السلة 2001 |

## روابط خارجية
- والتر هيرمان على موقع الاتحاد الدولي لكرة السلة (الإنجليزية)
- والتر هيرمان على موقع الدوري الأوروبي لكرة السلة (الإنجليزية)
- والتر هيرمان على موقع إن بي أي (الإنجليزية)
- والتر هيرمان على موقع سبورتس رفرنس (الإنجليزية)
- والتر هيرمان على موقع الدوري الإسباني لكرة السلة (الإسبانية)
- والتر هيرمان على موقع كرة السلة الأوروبية.كوم (الإنجليزية)
- والتر هيرمان على موقع ريلجم (الإنجليزية)
- والتر هيرمان على موقع بروبوليرز (الإنجليزية)
- والتر هيرمان على موقع سبورتس رفرنس (الإنجليزية)
- والتر هيرمان على موقع أوليمبيديا (الإنجليزية)